# 동파푸아어족
동파푸아어족은 파푸아 제어 내의 가설적 어족으로, 뉴기니섬 동부와 뉴브리튼섬, 뉴아일랜드섬, 부건빌섬, 솔로몬 제도, 산타크루즈 제도에서 사용된다.
옐리 드녜어(Yélî Dnye)와 술카어(Sulka)를 제외하고 모두 대명사에서 문법적 성의 구분을 둔다. 이는 뉴브리튼섬의 파푸아화된 오스트로네시아어족의 언어들에서도 발견되는 현상으로, 이 지역의 전(前)-오스트로네시아 언어연합(Sprachbund)의 가능성이 있음을 보여준다.

## 가설의 역사
동파푸아어족은 부름(Wurm) 및 여타 언어학자들에 의해 어족(phylum)으로 분류되었다. 그러나 이 연구는 기초적인 것에 불과했으며 이 언어들이 실제로 계통적 관계를 갖고 있는지에 대한 근거는 많지 않았다. 예로 아래 분류표에서 별표(*)로 표시된 15개 언어는 기본 단어의 2-3%밖에 공유하지 않고 있어 계통적 관계가 의심시되고 있다. 던(Dunn)은 2005년 이 2-3%의 어휘들의 신뢰성을 시험하기 위해 무작위 단어들을 선별하고 각 언어들의 해당 단어를 비교하였으나 결과는 마찬가지로 2-3%밖에 공유되지 않는 것으로 드러났다. 이는 동파푸아어족과 그 내부의 하위 어족들의 유사성으로 보이는 것들이 실제로는 우연의 일치에 불과할 가능성이 높다는 것을 의미하며, 보다 엄격한 분류법을 적용하면 이 어족의 언어 다수는 고립된 언어로 분류될 것이다.
말콤 로스(2005년)는 이 언어들의 대명사를 비교하는 방법을 통해 동파푸아어족의 일부 하위 어족들이 실제로 성립한다는 증거를 제시했다. 아래의 분류는 로스의 것에 따른 것이다.

## 분류

### 소어족
굵은 글씨로 된 처음 다섯 항목은 나머지와 무관한 독립된 어족이다. 첫 항목인 옐레웨스트뉴브리튼어족은 다른 넷보다 더 가설적이며 충분한 증거가 제시되지 않았다.
로스나 던에 의해 고려되지 않은 카자쿠루어족은 현재 사멸했다. 이 어족의 언어들은 분명히 서로 연결되어 있으나 이 어족이 전체 동파푸아어족의 계통도에 어떻게 포함되는지는 논란의 대상이다.
옐레웨스트뉴브리튼어족 (잠정적)
- 옐리 드녜어 (고립어)
- 웨스트뉴브리튼
  - 아넴어 (고립어)
  - 아타어 (고립어)

바이닝어족: 말리어*, 카케트어, 카이라크어, 심발리어, 타울릴어**, 부탐어(사멸)**, 우라어, 말콜롤어
북부건빌어족
- 케리아카어 (고립어)
- 코누아어 (고립어)**
- 로토카스어파: 로토카스어*, 에이보어

남부건빌어족
- 부인어파
  - 부인어(고립어)*
  - 모투나어(고립어)*
  - 우이사이어(고립어)
- 나시오이어파: 코로미라어, 란타나이어, 나시오이어*, 나고비시어**, 오우네어, 시메쿠어

중앙솔로몬어족
- 빌루아어(고립어)*
- 토우오어(고립어)*
- 라부칼레베어(고립어)*
- 사보사보어(고립어)*

카자쿠루어족(사멸): 도로로어, 굴리굴리어, 카자쿠루어
* 던(Dunn)은 이 15개 언어에서 이렇다할 어휘의 유사성을 발견하지 못했다.
** 로스(Ross)는 던의 15개에 이 4개의 언어를 추가했다.

### 고립된 언어
이 3개의 언어는 세계의 다른 어느 언어와도 계통적 관계가 없는 것으로 간주되고 있다. 옐레웨스트뉴브리튼어족의 존재가 부정된다면 고립어의 수는 6개로 늘어난다.
술카어(고립어)* - 뉴브리튼섬(자료 수집의 부족으로, 술카어가 콜어나 바이닝어와 관계가 있을 가능성이 남아있다)
콜어(고립어)* - 뉴브리튼섬
쿠오트어(고립어)* 뉴아일랜드섬
* 던(Dunn)은 이 15개 언어에서 이렇다할 어휘의 유사성을 발견하지 못했다.

### 그 외의 언어
산타크루즈 제도와 리프 제도의 3개의 언어는 별개의 어족을 형성할 가능성이 있다. 그러나 이 언어들의 대명사 체계는 이들이 실제로 오스트로네시아어족에 속할 가능성을 제시하고 있다. 이들은 위에 나열된 어족들과 어떠한 관련이 있는 것으로도 보이지 않으며, 이들이 파푸아 제어에 속한다면 오스트로네시아어족의 영향을 심하게 받은 것일 것이다. 고고학적 증거는 이들이 오스트로네시아어족에 속할 것이라는 근거를 제시하고 있다.
- 리프제도-산타크루즈어족: 산타크루즈어, 낭구어, 아이오어

## 같이 보기
- 파푸아 제어

## 참고 문헌
- Structural Phylogenetics and the Reconstruction of Ancient Language History. Michael Dunn, Angela Terrill, Ger Reesink, Robert A. Foley, Stephen C. Levinson. Science magazine, 23 Sept. 2005, vol. 309, p 2072.
- Malcom Ross (2005). "Pronouns as a preliminary diagnostic for grouping Papuan languages." In: Andrew Pawley, Robert Attenborough, Robin Hide and Jack Golson, eds, Papuan pasts: cultural, linguistic and biological histories of Papuan-speaking peoples, 15-66. Canberra: Pacific Linguistics.